# Gelasma cynthia
Gelasma cynthia är en fjärilsart som beskrevs av W. Warren 1902. Gelasma cynthia ingår i släktet Gelasma och familjen mätare. Inga underarter finns listade i Catalogue of Life.